# AC Omonia
Athletic Club Omonoia Nicosia - em grego, Αθλητικός Σύλλογος Ομόνοια Λευκωσίας - é um clube de futebol do Chipre, com sede em Nicósia, capital do país. Manda seus jogos no GSP Stadium, com capacidade para abrigar 22.859 torcedores. Suas cores são verde e branco.
É um dos clubes de futebol de maior sucesso do Chipre, tendo conquistado 21 campeonatos nacionais, 16 copas e um recorde de 17 supercopas. É um dos três clubes cipriotas que nunca foi rebaixado para a segunda divisão .

## História

### Estabelecimento
Omonia foi fundada em 1948, um ano que marca um marco na história do futebol cipriota. Em 1948, houve agitação política na Grécia devido ao conflito entre direita e esquerda na guerra civil grega. A situação na Grécia também mudou para Chipre e penetrou tanto na vida política do país quanto no esporte. A maioria dos atletas também estavam envolvidos na política. Atletas de esquerda foram descartados pelos clubes da temporada e o clima nacional prevalecente foi atingido. Por causa dessas limitações, os atletas de esquerda e os fãs criaram novos clubes. Em 7 de março de 1948, Nea Salamina foi fundada em Famagusta e em 10 de abril de 1948, Alky em Larnaca.
Antes das provas de pista Pancyprian em Maio de 1948, a Federação de Atletismo (Associação das Associações de Atletismo gregos) pediu a todos os membros da Associação de Ginástica do Chipre e atletas a assinarem uma declaração pública que irá expressar o seu apoio à ala da direita na guerra civil grega, eles declarariam "pensamentos nacionalistas" e condenariam a ação da esquerda. Associações de Ginástica e Atletas Certas assinaram estas declarações. O único clube que se recusou a assinar essa declaração foi o Clube de Ginástica de "Kinira" em Paphos e é por isso que o excluíram dos jogos. Atletas progressistas se opuseram à declaração de seus clubes, recusaram-se a assinar as declarações e renunciar às suas crenças ideológicas. Além disso, os atletas de esquerda decidiram apoiar o Paphos Kinyra Gymnastics Club se eles não permitissem que ele participasse dos Jogos Pancyprian. Após este desenvolvimento, o GSE proibiu a entrada dos atletas no estádio GSE em Nea Salamina. Assim, a Associação de Ginástica Zenon (GZZ) em uma reunião geral proibiu Alky de usar o estádio de Larnaca. Uma proposta correspondente para a exclusão de turcos e católicos foi rejeitada. Em Nicósia, Orfeu de Nicósia foi fundada em maio.
No mesmo mês, o APOEL enviou um telegrama a SEGAS, "Uma cordial saudação fraterna a todos os jovens gregos", e desejava "acabar com a revolta étnica" na Grécia. A administração da associação convocou todos os atletas e futebolistas da associação a assinar uma declaração em que defenderiam o conteúdo do telegrama. Os actores e atletas esquerdistas do APOEL consideraram a caracterização da "revolta étnica", o desafio e a filiação partidária da sua associação. Futebolistas Kostas Lybouris, Agisilaos Tsialis, Gokakis Karagiannis, Takis Skaliotis, Andreas Karilou e outros. separaram sua posição e se recusaram a assinar as declarações. Além disso, a imprensa, cujos relatórios e comentários constantes jogaram óleo no fogo, desencadeou a explosão final. Seguiu-se uma punição indefinida de cinco atletas do APOEL do seu clube. Como resultado, esses futebolistas saíram do APOEL e junto com vários outros fundados em 4 de junho de 1948, um novo clube em Nicósia, o Omonia Sports Club de Nicósia.
Desde o primeiro dia de sua fundação, Omonia reuniu milhares de fãs, que cresceram após o sucesso da equipe. Seus fãs eram principalmente da classe trabalhadora de esquerda. Omonoia, nas próximas décadas, tornou-se o time mais popular em Chipre e foi descrito como um "grupo do povo".

### Estabelecimento de KEPO
Devido aos pensamentos esquerdistas de seus membros, os novos clubes não foram admitidos nas fileiras da COP e, assim, procederam à fundação de uma nova federação de futebol, a Federação de Futebol Amadora de Chipre (KEPO), em dezembro de 1948. A nova federação, que organizou ligas e taças, havia uma desculpa para transformar milhares de novos fãs nos estádios. Os jogos do Campeonato da KEPO atraíram muito mais fãs do que os KEPs. Seis equipas participaram no KEPO: Omonoia e Orpheus em Nicosia, Nea Salamina em Famagusta, Alki em Larnaca, AMLL em Limassol (que em 1951 foi renomeada Antaeos) e New Asteras em Morphou.

### Unificação do futebol cipriota
Os clubes membros da KEPO eram a favor da unificação do futebol cipriota. Eles tentaram por três anos consecutivos persuadir a COP a aceitá-los como seus membros, mas a COP rejeitou o pedido. Duas federações de futebol e a realização de dois torneios em um pequeno país como Chipre foram algo sem precedentes. Problemas de natureza financeira e infraestrutura esportiva foram criados. Separação tem impedido as perspectivas para o avanço e desenvolvimento do futebol cipriota. Além disso, as sociedades acreditavam que o espírito do esporte era coletividade e amizade e não separação e discriminação. As bases para a unificação da Cyprus Football começaram a entrar a primeira edição do Esporte jornal esportivo, lançou uma cruzada em favor da unificação, em dezembro de 1952. No mesmo jornal foram ouvidos durante as primeiras vozes de tempo para a consolidação além da área de CFA (treinadores estrangeiros). O COP condenou as declarações dos treinadores de suas próprias sociedades acreditando que eram "contrárias ao espírito da Federação". Os atores da COP inicialmente mantiveram uma atitude hostil, condenando aqueles que agiam em favor da unificação. No verão de 1953, quase todos os melhores atletas da época eram a favor da unificação do futebol cipriota. Em agosto de 1953, Omonoia, Nea Salamina, Alky e Antaeus submeteram um pedido conjunto à COP para se tornar membro de seu clube de Classe A. No mês seguinte, em 19 de setembro de 1953, o COP aceitou o pedido de Omonia, Nea Salamina e Antaeou para se juntar ao COP. No entanto, o COP marcial a esses sindicatos continuou. Ele rejeitou o pedido de Alki, Orpheus e Morphou New Star (os dois primeiros se juntaram um ano depois), enquanto confiava em seus estatutos, argumentou que um grupo tinha que participar do campeonato de classe A e os outros dois da segunda divisão. Os clubes da KEPO aceitaram estas condições com o objectivo de alcançar a consolidação. Numa sessão especial da KEPO, foi decidido que Omonia deveria ser incluída na categoria A e Nea Salamina e Anteu na segunda categoria. Na sequência destes desenvolvimentos, a KEPO foi desmantelada.

### Nome, emblema e cores
O nome Omonia foi escolhido para mostrar a oposição do sindicato à divisão. Como emblema, o trevo foi escolhido por causa de sua cor verde que é a cor da esperança. As cores do grupo foram selecionadas em verde e branco.

### Primeira partida
Omonia deu sua primeira partida oficial em 31 de outubro de 1948, em oposição ao AMLL Limassol (Limassol Athletic Music Club), que venceu por 5 a 1 no Goul Stadium, que usou como sede. Os jogadores que jogaram nesta partida histórica foram: Panagiotis Talianos, Andreas Kariliou, Hambis Filippou, Agisilaos Tsialis, Tikran Misirian, Gokakis Karagiannis, Kilis Betikian, Chataton Balatononi, Takis Skaliotis, Robber Konstanian e Kostas Lybouris.

### Sede

#### Estádio de futebol
Nos primeiros cinco anos de existência, Omonia usou como sede o estádio "Goule", localizado perto da ponte Pediou. Em 1953, quando a equipe se juntou ao COP, a matriz usou o antigo GIS. Este estádio também foi o lar do APOEL e do Olympiakos. Em 1978, foi concluído o Estádio Makareio, que se tornou a nova sede da Omonia e APOEL, e o Olympiacos tornou-se a sede mais tarde. Em outubro de 1999, o novo GSP foi concluído e, desde então, as três equipes estão sediadas. Tem uma capacidade de 22.859 espectadores. A arquibancada norte da quadra é o núcleo dos torcedores organizados do grupo, que são chamados de "Porta 9".

#### Centro de treinamento An Milia
No final de 1971, começou a construção de um estádio privado em An Milia, uma aldeia no leste de Nicósia. Até setembro de 1972, o estádio de atletismo foi construído, e vestiários e cercas foram construídos. Todos os trabalhos foram feitos com trabalho voluntário dos fãs da equipe. O planejamento foi plantado e eletrificado pelo estádio no verão de 1974. A ocupação da vila durante a invasão turca pôs fim a quaisquer planos.

#### Centro de treinamento "Elias Poulos"
Omonia tem um centro de treinamento em Gerry. O centro recebeu o nome de "Elias Poulos" em homenagem ao diretor ativo da equipe Elias Poulos, que perdeu a vida em um acidente.

## Títulos
| NACIONAIS | NACIONAIS           | NACIONAIS | NACIONAIS |
|           | Competição          | Títulos   | Temporadas |
| --------- | ------------------- | --------- | --- |
|           | Campeonato Cipriota | 21        | 1960–61, 1965–66, 1971–72, 1973–74, 1974–75, 1975–76, 1976–77, 1977–78, 1978–79, 1980–81, 1981–82, 1982–83, 1983–84, 1984–85, 1986–87, 1988–89, 1992–93, 2000–01, 2002–03, 2009–10 e 2020–21 |
|           | Copa do Chipre      | 16        | 1964–65, 1971–72, 1973–74, 1979–80, 1980–81, 1981–82, 1982–83, 1987–88, 1990–91, 1993–94, 1999–00, 2004–05, 2010–11, 2011–12, 2021–22 e 2022–23                                              |
|           | Supercopa do Chipre | 17        | 1966, 1979, 1980, 1981, 1982, 1983, 1987, 1988, 1989, 1991, 1994, 2001, 2003, 2005, 2010, 2012 e 2021                                                                                        |

## Participações Europeias
Omonia participa nos copos de futebol europeus de 1965-66. É a equipa do Chipre com mais participações nas competições europeias. De fato, ele criou um registro de participações consecutivas (17) para uma equipe cipriota (1975-76 a 1991-92).